# Zeche Blücher I
Die Zeche Blücher I ist ein ehemaliges Steinkohlenbergwerk in Gelsenkirchen-Horst. Namensgeber für die Zeche ist vermutlich der preußische Generalfeldmarschall Gebhard Leberecht von Blücher. Über die Größe des Grubenfeldes ist nichts Näheres bekannt.

## Bergwerksgeschichte
Nachdem mehrere erfolgreiche Bohrungen in den Feldern Blücher I bis Blücher IV und Neu Horst I niedergebracht worden waren, wurde im Jahr 1855 beim Bergamt die Mutung für die entsprechenden Grubenfelder eingelegt. Im Jahr 1856 wurde die Mutung für die Felder Blücher V, Neu Horst II und Neu Horst III eingelegt. Im Jahr 1857 erfolgte die Mutung für das Grubenfeld Neu Horst V. Im selben Jahr wurde der erste Schacht im Feld Blücher III abgeteuft. Im folgenden Jahr wurde der Schacht wieder aufgegeben, da man bei einer Teufe von elf Metern auf Fließsand gestoßen war. Im Jahr 1858 wurde begonnen, einen Schacht im Feld Blücher I abzuteufen. Dieser Schacht befand sich 137 Meter südlich des bereits abgeworfenen Schachtes. Der neue Schacht wurde Schacht Blücher I genannt.
Im Jahr 1859 kam es im Schacht zu starken Wasserzuflüssen. Die Wasserzuflüsse lagen bei 40 Kubikfuß pro Minute. Der Schacht wurde mit einer wasserdichten Mauerung versehen. Außerdem wurden in diesem Jahr die Felder Blücher I bis Blücher IV verliehen. Die Teufarbeiten wurden im Jahr 1860 bei einer Teufe von 96 Metern eingestellt, Gründe hierfür waren Geldmangel und das Absaufen des Schachtes. Im Jahr 1861 wurden die Felder Neu Horst I bis III und das Feld Neu Horst V verliehen. Im Jahr 1864 kam es zur Konsolidation der Felder Blücher I bis V zur Zeche Essen-Arenberg. Das so konsolidierte Bergwerk wurde ab diesem Zeitpunkt auch Zeche Essen-Arenberg genannt. Im darauffolgenden Jahr wurde der Schacht Blücher I gesümpft. Im Jahr 1866 wurde das Feld Essen-Arenberg umbenannt in Zeche Nordstern.